# 35. Sinfonie (Mozart)
Die Sinfonie D-Dur Köchelverzeichnis 385 komponierte Wolfgang Amadeus Mozart 1782 in Wien. Nach der Alten Mozart-Ausgabe trägt die Sinfonie die Nummer 35. Sie wird nach ihrer Entstehungsgeschichte auch „Haffner-Sinfonie“ genannt.

## Entstehung

Mozart mit Schwester Maria Anna („Nannerl“) und Vater Leopold, an der Wand ein Porträt der verstorbenen Mutter, Anna Maria. Gemälde von Johann Nepomuk della Croce, um 1780

Aus Anlass der Verleihung des Adelstitels „Edler von Innbachhausen“ an Sigmund Haffner d. J., Humanist und Sohn des Salzburger Bürgermeisters Sigmund Haffner d. Ä., wurde von einer unbekannten Person über Leopold Mozart bei Wolfgang Amadeus Mozart eine Serenade in Auftrag gegeben. Mozart hatte sechs Jahre zuvor bereits die „Haffner-Serenade“ (Köchelverzeichnis 250) aus Anlass der Hochzeit von Sigmund Haffners (d. J.) Schwester Marie Elisabeth komponiert.
In Briefen machte Leopold Mozart seinem Sohn Druck, das Werk doch endlich nach Salzburg zu schicken. Wolfgang war jedoch neben der Arbeit an der Serenade c-Moll Köchelverzeichnis (KV) 388 u. a. gerade dabei, seine Oper Die Entführung aus dem Serail für Blasinstrumente einzurichten. Zudem stand seine Hochzeit mit Constanze Weber am 4. August 1782 bevor. Stückweise schickte er das offenbar in Eile komponierte Werk zu seinem Vater. „Mein Herz ist unruhig, mein Kopf ist verwirrt“, schrieb Wolfgang am 27. Juli 1782 in dem Brief, dem bereits der erste Satz beilag.
Einige Monate später bat Wolfgang den Vater, das Werk aus Salzburg zurückzuschicken: „und daß wenn sie eine gelegenheit finden, Sie die güte haben möchten mir die Neue Sinfonie die ich ihnen für den Hafner geschrieben, zu schicken; wenn ich sie nur bis die fasten gewis habe, denn ich möchte sie gerne in meiner accademie machen“ (Brief vom 21. Dezember 1782).
Daraufhin ließ sich nun Leopold Zeit: Erst am 15. Februar 1783 bestätigte Wolfgang in einem Brief den Empfang des Werkes und meinte dann überrascht, dass er es vollständig vergessen hatte: „[…] Die Neue Haffner Sinfonie hat mich ganz surpreniert – dann ich wusste kein Wort mehr davon; – die muß gewis guten Effect machen […].“
Auffällig ist, dass Mozart das Werk in den Briefen mit „Sinfonie“ statt „Serenade“ bezeichnete, was darauf schließen lässt, dass die Gattungsbegriffe damals noch nicht festgelegt waren. Für die Wiener Aufführung fügte Mozart Flöten und Klarinetten in den ersten und vierten Satz ein und ließ den Marsch sowie eines der Menuette weg. In dieser Sinfonie-Form, in der es bis heute überliefert ist, wurde das Werk am 23. März 1783 in Wien im ausverkauften Burgtheater aufgeführt.
Alfred Einstein (1953) meint, dass die Sinfonie immer noch einen serenadenhaften Charakter habe: sie sei „in Wirklichkeit nichts anderes als eine zweite Haffner-Serenade“. Sie mache sich am besten als Anfangs- oder Schlussstück einer Akademie. So wurde sie zumindest teilweise auch eingesetzt: Bei der Uraufführung (in der Sinfonieform) am 23. März 1783 bildeten die ersten drei Sätze von KV 385 den ersten Programmteil, der vierte Satz das Schlussstück. Die „Zerstückelung“ einer Sinfonie oder eines anderen Werkes war damals bei den drei bis vier Stunden dauernden „Akademien“ durchaus üblich. Dadurch wird deutlich, dass „die Idee vom Werk als etwas Ganzem noch nicht selbstverständlich war. […] Der Begriff vom Kunstwerk als einheitlichem, sakrosanktem Gebilde, dessen Würde nicht angetastet werden dürfe, existierte noch nicht.“

## Zur Musik
Besetzung: 2 Querflöten, 2 Oboen, 2 Klarinetten, 2 Fagotte,
2 Hörner, 2 Trompeten, Pauken, I. Violine, II. Violine, Viola, Violoncello, Kontrabass. Klarinetten und Flöten werden nur im ersten und vierten Satz eingesetzt. In zeitgenössischen Orchestern wurde wahrscheinlich auch ein Cembalo (sofern im Orchester vorhanden) als Continuo eingesetzt.
Aufführungszeit: zirka 20 Minuten.
Bei den hier benutzten Begriffen der Sonatensatzform ist zu berücksichtigen, dass dieses Schema in der ersten Hälfte des 19. Jahrhunderts entworfen wurde (siehe dort) und von daher nur mit Einschränkungen auf die Sinfonie KV 385 übertragen werden kann. Die hier vorgenommene Beschreibung und Gliederung der Sätze ist als Vorschlag zu verstehen. Je nach Standpunkt sind auch andere Abgrenzungen und Deutungen möglich.
Mozart schreibt in einem Brief an seinem Vater vom 7. August 1782: „das Erste Allegro muß recht feuerig gehen. – das lezte [gemeint ist der vierte Satz] – so geschwind als es möglich ist.“

### Erster Satz: Allegro con spirito
D-Dur, 2/2-Takt (alla breve), 204 Takte
Die Audiowiedergabe wird in deinem Browser nicht unterstützt. Du kannst die Audiodatei herunterladen.
Der Satz beginnt mit dem fanfarenartigen, kräftigen Thema (ähnlich bei KV 297), das mehrere Besonderheiten aufweist: Es ist fünftaktig (nicht wie sonst meist üblich symmetrisch aufgebaut), wird im Forte und Unisono vorgetragen, wobei der energische Charakter noch durch einen Paukenwirbel unmittelbar am Anfang verstärkt wird, und es enthält große Intervallsprünge (Oktaven). Daneben tritt noch ein zweites Motiv mit punktiertem Rhythmus und Triller auf. Nach kurzer Generalpause spielen die Streicher im Piano einen etwas zögerlichen Nachsatz.
Auf die nun anschließende  1. Variante des Hauptthemas ab Takt 13 folgt ein nachsatzartiger Abschnitt mit Läufen der Violinen, ab Takt 23 schließen weitere Laufe und Tremolo an als Überleitung zum nächsten Auftritt des Hauptthemas. Die 2. Variante (Dominante A-Dur) kontrastiert durch Piano und weiche Klangfarbe zur Originalgestalt am Satzanfang. Es spielen zunächst die Violinen, dann Viola, Cello und Kontrabass das Hauptthema, allerdings auf einen Oktavsprung „reduziert“, begleitet von der laufenden Achtelfigur im Bass bzw. Tremolo der Violinen. Von Takt 48 bis 58 schließt die 3. Variante an, wobei nun die Viola die Stimme führt, gegenstimmenartig begleitet von den Violinen mit einer abwärts sequenzierten Figur. Ohne Unterbrechung folgt von Takt 58 bis 65 die 4. Variante: Das Thema wird in den Oberstimmen als Umkehrung (d. h. Intervall aufwärts wird Intervall abwärts) vorgetragen, unterlegt von einer schreitenden Bassbewegung. Der Abschnitt von Takt 66 bis zum Ende der Exposition in Takt 94 kann als Coda angesehen werden. Er enthält Läufe, Tremolo und in Takt 80 bis 84 ein neues Motiv im Bass mit kennzeichnendem Oktavsprung abwärts.
Zu Beginn der Durchführung wechselt die Klangfarbe mit der mehrstimmigen 5. Variante erstmals nach d-Moll, nachdem sie zunächst über einem achttaktigen Orgelpunkt auf A noch „unschlüssig“ im Piano geblieben ist. Umso stärker wirkt der Kontrast mit dem Einsatz des Hauptthemas im Fis-Dur-Forte in 1. Violine und Bass, begleitet vom Tremolo der übrigen Streicher bzw. Akkorden der Bläser („Bläserklangsäulen“). Besonders stark mehrstimmig ist der Abschnitt von Takt 116 bis 128 gehalten, indem das Thema im Quintabstand versetzt auftritt. „Die Einsatztöne des Mottomotivs stimmen nicht mit den Grundtönen der jeweils zugrunde liegenden Klänge überein, sondern bilden ab T. 119 stets die kleine Septim der Harmonie aus, so dass sich eine Kette von dominantischen Septakkorden ergibt, die aus großer Entfernung auf die Grundtonart zusteuert (ab T. 119: Cis7 – Fis7 – H7 – E7 – A7).“ Als Zielharmonie fungiert dann das D-Dur der in Takt 129 mit dem Hauptthema einsetzenden Reprise.
Die  Reprise entspricht in ihrer Struktur weitgehend der Exposition, allerdings fehlt die 2. Variante. Eine (weitere) Coda von Takt 198 bis 204 mit Läufen in den Violinen beendet den Satz.
Alfred Einstein (1953) meint, das Kopfmotiv habe „etwas prunkhaftes und Betontes, es ist, als ob es immer selber auf seine Verwendbarkeit und Verwendung hinweise.“ Wolfgang Gersthofer (2007) schreibt: „Bei allen kontrapunktischen Ansätzen und aller kombinatorischen Raffinesse wirkt […] KV 385 I niemals gelehrt; wie selbstverständlich nimmt das Motto seinen Weg durch den Satz.“

### Zweiter Satz: Andante
G-Dur,2/4-Takt, 84 Takte
Die Audiowiedergabe wird in deinem Browser nicht unterstützt. Du kannst die Audiodatei herunterladen.
Das erste Thema ist symmetrisch aufgebaut mit je vier Takten Vordersatz und Nachsatz. Die 1. Violine führt die Melodie, begleitet von den übrigen Streichern und Bläsern, wobei die durchgehende Sechzehntel-Bewegung im Staccato der 2. Violine auffällig ist. Der Vordersatz bleibt in der Tonika G-Dur, während der mit Vorschlägen und Trillern versehene Nachsatz kurz zur Subdominante C-Dur wechselt. Es folgt bis Takt 16 eine Überleitung zum zweiten Thema, die durch unterbrochene Lauffiguren der Violinen und uhrwerkartige, gebrochene Dreiklangsfiguren des Fagotts gekennzeichnet ist.
Das zweite Thema (Takt 17–22) beginnt nach einem ganztaktigen Sechzehntel-„Tremolo“ der 1. Violine auf A in Takt 16, welche diesen Ton dann auch die weiteren vier Takte des Themas energisch „tickend“ wiederholt, während die 2. Violine und die Viola ein abgesetztes Motiv spielen, dass etwas an die Figur aus der Überleitung erinnert. Bis zum Ende der Exposition in Takt 35 bewegt sich die Harmonie auf dem D-Dur-Septakkord, der ab Takt 31 über A-Dur nach D-Dur (ohne Septime) wechselt. Die Takte 33–35 mit eigenem kleinem Motiv kann man als Coda ansehen.
Im Mittelteil breitet sich zunächst ein leicht melancholischer Klangteppich mit Synkopen auf D-Dur und A-Dur aus, der ab Takt 42 in einen Abschnitt mit neuem Triller-Motiv übergeht. Die Reprise ab Takt 50 ist ähnlich wie die Exposition strukturiert. Exposition sowie Durchführung und Reprise werden wiederholt.
Theodor Kroyer sieht in diesem Satz volkstümliche Züge: „die serenadische Frohlaune offenbart sich in den tänzelnden Geigen-Figuren, die wie im heimlichen Dialog die Melodie verspinnen und weitertragen.“ Alfred Einstein (1953) bezeichnet das Andante als „sehr graziös“ und „innocente“, meint dann aber, das es eher zurückweise auf den zweiten Satz der Pariser Sinfonie „als vorwärts auf das unsterblich-vollkommene der Prager“. Kurt Pahlen (1978) will in dem Andante „das Klopfen des Herzens bei einem innig bewegenden Erlebnis“ hören, und Volker Scherliess (2005) sieht sich durch das Auftreten von unterschiedlichen „motivischen Gestalten“ an „das Spiel mehrerer Personen auf der Opernbühne“ erinnert.

### Dritter Satz: Menuetto
D-Dur, 3/4-Takt, mit Trio 52 Takte
Die Audiowiedergabe wird in deinem Browser nicht unterstützt. Du kannst die Audiodatei herunterladen.
Das kräftige Menuett beginnt forte im ganzen Orchester mit einem aufwärtsgehenden, vom Paukenwirbel unterlegten D-Dur-Dreiklang, der von einer abwärts gehenden Piano-Figur über G-Dur, A-Dur und schließlich wieder D-Dur beantwortet wird. Fanfaren- bzw. ouvertürenartig geht es auch im 2. Teil des Menuetts weiter, wobei sich die Hauptharmonie lediglich zwischen der Tonika D-Dur und der Dominante A-Dur bewegt.
Das Trio in A-Dur kontrastiert mit seiner weichen Klangfarbe im Piano und der gesanglichen Melodie in den Streichern zum Hauptteil. Teilweise ist die Verwendung von Chromatik auffällig, so z. B. in Takt 44, wo von H (Quint der Dominante E-Dur) über His nach Cis (Terz der Tonika A-Dur) übergeleitet wird.
Alfred Einstein (1953) meint: „Der hervorragendste Satz ist das Menuett, das in D-Dur ungefähr schon aussagt, was später das Menuett der Es-Dur-Sinfonie aussagen wird: Festigkeit, Festlichkeit, Männlichkeit im Hauptteil, feinste Grazie im Trio.“ Theodor Kroyer schreibt: „Aus dem Menuett, noch deutlicher aus dem Trio, singt das Wiener Lied, ein verliebter Vierzeiler, dem man die Worte unschwer unterlegen könnte.“
Die Audiowiedergabe wird in deinem Browser nicht unterstützt. Du kannst die Audiodatei herunterladen.

### Vierter Satz: Presto
D-Dur, 2/2-Takt (alla breve), 264 Takte
Die Audiowiedergabe wird in deinem Browser nicht unterstützt. Du kannst die Audiodatei herunterladen.
Das erste Thema mit symmetrischem Aufbau wird zunächst nur von den Streichern im Piano vorgetragen. Der Vordersatz weist u. a. einen charakteristischen Quartsprung abwärts, der Nachsatz eine unruhige Achtelbewegung auf. Der folgende Fortel-Block enthält Akkordmelodik, Läufe und Paukenwirbel. In Takt 37 ist E-Dur erreicht, das dominantisch zum zweiten Thema in A-Dur überleitet. Dieses ist wiederum symmetrisch aufgebaut; es wird ab Takt 46 in leicht veränderter Form (Flötenbegleitung, durchgehende Achtelbewegung der 2. Violine) wiederholt. Bis zum Ende der Exposition in Takt 70 folgt ein Schlussabschnitt mit Synkopen, energischer Tonwiederholung und Akkordmelodik.
Die Durchführung beginnt als Überleitungsabschnitt, der überraschenderweise in Takt 80 in das erste Thema führt, so dass der Hörer zunächst im Unklaren bleibt, ob diese Passage (Takt 71 bis 79) bereits die ganze Durchführung gewesen ist. Durch ein Piano-Echo in Takt 90 und veränderte Harmonien ab Takt 92 wird dann jedoch klar, dass die Durchführung noch nicht zu Ende ist und der vorige Einsatz des ersten Themas eine Scheinreprise war. Mit anderen Harmonien läuft nun das Geschehen der Exposition nochmals ab, z. B. tritt ab Takt 110 das zweite Themas in der Tonikaparallele  h-Moll auf.
Die eigentliche Reprise beginnt nach einer Rückführung (Takt 131 bis 138) in Takt 139 und stellt einen variierten dritten Durchlauf der Exposition dar (z. B. Stimmführung der Oboe in der Wiederholung des ersten Themas Takt 190 ff). Mozart schließt den Satz wiederum als Coda, in der das erste Thema seinen letzten Auftritt hat; nach einer „Ausbiegung ins h“ (Takt 239) beenden Akkordmelodik und Paukenwirbel den Satz.
Mehrere Autoren weisen darauf hin, dass dieser „feurige“ Satz Anklänge an die Arie des Osmin „Ha, wie will ich triumphieren“ aus Die Entführung aus dem Serail aufweist.

## Trivia
Nach der „Haffner-Sinfonie“ sowie dem Vornamen des Komponisten Johann Sebastian Bach  wählte der Publizist Raimund Pretzel 1938 sein Pseudonym „Sebastian Haffner“, unter dem er bekannt wurde.